# Bogno
Bogno é uma comuna da Suíça, no Cantão Tessino, com cerca de 104 habitantes. Estende-se por uma área de 4,2 km², de densidade populacional de 25 hab/km². Confina com as seguintes comunas: Cavargna (IT-CO), Certara, Valcolla, Val Rezzo (IT-CO).
A língua oficial nesta comuna é o Italiano.